# Цианат свинца(II)
Цианат свинца(II) — неорганическое соединение,
соль свинца и изоциановой кислоты
с формулой Pb(NCO)2,
бесцветные кристаллы,
не растворяется в воде.

## Получение
- Сплавление мочевины и оксида свинца(II):

{\displaystyle {\mathsf {2(NH_{2})_{2}CO+PbO\ {\xrightarrow {400^{o}C}}\ 2Pb(NCO)_{2}+2NH_{3}+H_{2}O}}}

## Физические свойства
Цианат свинца(II) образует бесцветные кристаллы.
Не растворяется в воде.

## Химические свойства
- Реагирует с аммиаком с образованием цианата аммония:

{\displaystyle {\mathsf {Pb(NCO)_{2}+2NH_{3}+2H_{2}O\ {\xrightarrow {}}\ Pb(OH)_{2}+2NH_{4}(NCO)}}}